# 케이티 킨
《케이티 킨》(영어: Katy Keene)는 미국의 텔레비전 드라마이다. 2020년 2월 6일부터 동년 5월 14일까지 The CW에서 방영되었다.

## 캐스트
- 루시 헤일 - 케이티 킨
- 애슐리 머레이 - 조시 맥코이
- 캐서린라 나사 - 글로리아 그란빌트
- 줄리아 찬 - 페퍼 스미스
- 조니 뷰챔프 - 호르헤 / 진저 로페즈
- 루시엔 라비스카운트 - 알렉산더 카봇
- 제인 홀츠 - K.O. 켈리
- 카밀 하이드 - 알렉산드라 카봇